# Music for the Masses
Music for the Masses je šesté studiové album skupiny Depeche Mode, vydané 28. září 1987 hudebním vydavatelstvím Mute Records. Skupině znovu přineslo široký úspěch v USA, poprvé od doby vydání alba Some Great Reward. Nové styly, které se objevily již na jejich předchozím albu Black Celebration, vytvořily základ pro průlomový počin Depeche Mode – Violator. Tato tři alba se všeobecně považují za vrchol tvorby skupiny, jak po hudební, tak i po stránce textů, a to hlavně díky zralému pěveckému umu Martina Gora a Wilderově syntetické instrumentaci.
Toto je třetí a zatím poslední album, kde je uvedena plná kompozice bez textu („Pimpf“), jako standardní skladby. Předchozí dvě byla: Speak & Spell se skladbou „Big Muff“ a A Broken Frame se svým „Nothing to Fear“. Ačkoli Ultra, Exciter a Playing the Angel měly vždy minimálně jednu čistě instrumentální skladbu, tyto jsou obecně považovány pouze za krátké pauzy a ne za plnohodnotné instrumentální kompozice.

## Popularita v USA
Album se umístilo na nejlepších místech v žebříčcích USA, které do té doby skupina dosáhla (35. v Billboard 200). Obsahovalo také více hitových singlů, než kterékoli v jejich předchozích alb, i když měli v minulosti několik průměrně populárních singlů („People Are People“ z Some Great Reward, který dosáhl 13. v Billboard Hot 100), všechny jejich tři singly se umístily v Hot 100, což byl další důležitý krok pro Depeche Mode.
První singl tohoto alba „Strangelove“ dosáhl pouze 76. místa v žebříčku a po svém vypuštění se v něm vydržel jen 6 týdnů. „Never Let Me Down Again“ byl poté vydán a umístil se 63., přičemž byl v žebříčku 10 týdnů. Jeho úspěch byl následován „Behind the Wheel“, jehož umístění bylo podobné. Toto popohnalo „Strangelove“ na 50. místo, čímž se z něho stal nejlépe umístěný singl z alba.
Podobný příběh se odehrál i v UK. Ačkoli žádný ze singlů nepřekonal výšiny, kterých se dotkli jejich předchůdci z doby rané tvorby Depeche Mode, singl „Strangelove“ se stal druhým nejlépe umístěným od roku 1984, když se vyšplhal na 16. pozici. Ostatní singly se dostaly do horních dvaceti. Samotné album dosáhlo pouze 10. pozice.

## Seznam skladeb

### Vydání z roku 1987: Mute / Stumm 47
Všechny skladby složil Martin Gore.
| Pořadí | Název                   | Délka |
| ------ | ----------------------- | ----- |
| 1.     | Never Let Me Down Again | 4:47  |
| 2.     | The Things You Said     | 3:55  |
| 3.     | Strangelove             | 4:38  |
| 4.     | Sacred                  | 5:01  |
| 5.     | Little 15               | 4:14  |
| 6.     | Behind the Wheel        | 5:17  |
| 7.     | I Want You Now          | 3:28  |
| 8.     | To Have and to Hold     | 3:08  |
| 9.     | Nothing                 | 4:12  |
| 10.    | Pimpf (instrumentální)  | 3:56  |

1. „Agent Orange“ (3:56)
2. „Never Let Me Down Again [Aggro Mix]“ (2:34)
3. „To Have and to Hold [Spanish Taster]“ (2:34)
4. „Pleasure, Little Treasure“ (5:36)

- Skladby 11 až 14 jsou bonusové a jsou k dispozici pouze na CD a kazetách Music for the Masses. Vinilová deska obsahuje pouze písně 1 až 10.
- Na konci Pimpf je krátká 30sekundová instrumentální skladba, nazvaná „Interlude #1: Mission Impossible“. Na CD jsou ještě dvě 30sekundové pauzy, oddělující Interlude 1 od Pimpf a Agent Orange.
- „Pleasure little Treasure“ je „Glitter Mix“, ale není to u něho napsáno.

### Vydání z roku 2006: Mute / DMCD 6
- 1. disk je hybrid SACD/CD s vícekanálovou SACD vrstvou.
- 2. disk je DVD, které obsahuje „Violator“ v DTS 5.1, Dolby Digital 5.1 a PCM Stereo

1. „Never Let Me Down Again“ (4:47)
2. „The Things You Said“ (3:55)
3. „Strangelove“ (4:38)
4. „Sacred“ (5:01)
5. „Little 15“ (4:14)
6. „Behind the Wheel“ (5:17)
7. „I Want You Now“ (3:28)
8. „To Have and to Hold“ (3:08)
9. „Nothing“ (4:12)
10. „Pimpf“ (3:56)

Bonusové skladby (PCM Stereo):
1. „Agent Orange“ (5:05)
2. „Pleasure, Little Treasure“ (5:36)
3. „Route 66“
4. „Stjarna“
5. „Sonata No.14 in C#m (Moonlight Sonata)“

Bonusové 5.1 Mixy (DTS 5.1, Dolby Digital 5.1 a PCM Stereo):
1. „Agent Orange“ (5:05)
2. „Never Let Me Down Again [Aggro Mix]“ (4:54)
3. „To Have And to Hold [Spanish Taster]“ (2:34)
4. „Pleasure, Little Treasure [Glitter Mix]“

Další materiál:
1. „Depeche Mode 87-88 (Sometimes You Do Need Some New Jokes)“ [36minutové video]

## Singly
- Strangelove (13. dubna 1987)
- Never Let Me Down Again (24. srpna 1987)
- Behind the Wheel (28. prosince 1987)
- Little 15 (16. května 1988)

## Podrobnosti
- Toto je první album, na kterém se objevily skladby, které nebyly nikdy hrány naživo. „Little 15“, „I Want You Now“ a „To Have and To Hold“, se nehrály během turné Music for the Masses, ale první dvě se objevily na World Violation Tour. Remixovaná verze „I Want You Now“ byla také na Exotic Tour. „To Have and To Hold“ tak nebyla nikdy hrána naživo, dokud nepřišlo album Ultra. „To Have and To Hold“ hráli naživo Deftones, kteří ji nahráli pro For the Masses z roku 2006.
- Na začátku „To Have and To Hold“ říká nějaký muž „В докладах рассматривается эволюция ядерных арсеналов и социально-психологические проблемы гонки вооружений“ (V dokladach rassmatrivajetsja evoljucija jaděrnych arsenalov i social´no-psichologičeskije problemy gonki vooruženij), což v ruštině znamená „V těchto zprávách je zkoumán vývoj a jaderného arzenálu a sociálně-psychologické problémy závodů ve zbrojení“. Alan Wilder si to neuvědomil, když to přidával do této skladby.
- Zvuk dýchání v „I Want You Now“ je vlastně harmonika, která „hraje“ bez tónu. Zvuky připomínající naříkání jsou vzpomenuty Alanem na jeho osobním webu - pocházejí od děvčat, která se v té chvíli potulovala kolem studia.